# Leiro (Miño)
Leiro (llamada oficialmente San Salvador de Leiro) es una parroquia del municipio de Miño, en la provincia de La Coruña, Galicia, España.

## Entidades de población
Entidades de población que forman parte de la parroquia:
- Coído
- Lamelas
- Leiro
- O Picho
- O Pulo
- Trasdoroña
- Visouteiro

## Demografía
| Gráfica de evolución demográfica de Leiro entre 2000 y 2018 |
|                                                             |
| Población de derecho según el padrón municipal del INE      |